# Comuna 6 (Duitama)
La Comuna 6, La Arjona es una de las 8 comunas  de la ciudad de Duitama en el departamento colombiano de Boyacá. Allí se encuentran : La Avenida Circunvalar, Quebrada la Aroma, el Colegio Simón Bolívar y el Parque Simón Bolívar.

## División política y administrativa
Los barrios pertenecientes a la comuna son:
Compuesta por 6 barrios, así: La Floresta, Bochica, La Perla, Villa Juliana, Los Alpes y Simón Bolívar.
- Datos: Q5780385